# Folkia mrazeki
Folkia mrazeki là một loài nhện trong họ Dysderidae.
Loài này thuộc chi Folkia. Folkia mrazeki được miêu tả năm 1904 bởi Nosek.